# 鄄城镇
鄄城镇是中国山东省菏泽市鄄城县下辖的一个镇。区域面积70.6平方千米。

## 行政区划
鄄城镇下辖崇兴社区、虹桥社区、东昌社区、古泉社区、乐园社区、袁庄村、枣寨村、李楼村、梁堂村、潘庄村、张店村、毛庄村、军屯村、万全庄村、位庄村、罗吴庄村、东赵庄村、樊庄村、东张庄村、孙店村、东董楼村、西董楼村、苏屯村、南宋庄村、赵口村、前李桥村、王屯村、白彦屯村、赵堂村、刘庄村、褚庄村、辛桥村、常庄村、北宋庄村、西何桥村、白军庄村、邰庄村、石庄村、胡窑村、陈庄村、任庄村、东闫庄村、杜庄村、银刘庄村、篦子张庄村、西闫庄村、梁庄村、王清庄村、宁业村、熊楼村、宋楼村、王庄村。